# تملسدورف
تملسدورف (به آلمانی: Tömmelsdorf) یک شهر در آلمان است که در تورینگن واقع شده‌است.

## خصوصیات
تملسدورف ۶٫۳۱ کیلومترمربع مساحت دارد ۴۰۰ متر بالاتر از سطح دریا واقع شده‌است.